# 오카베 노부카쓰

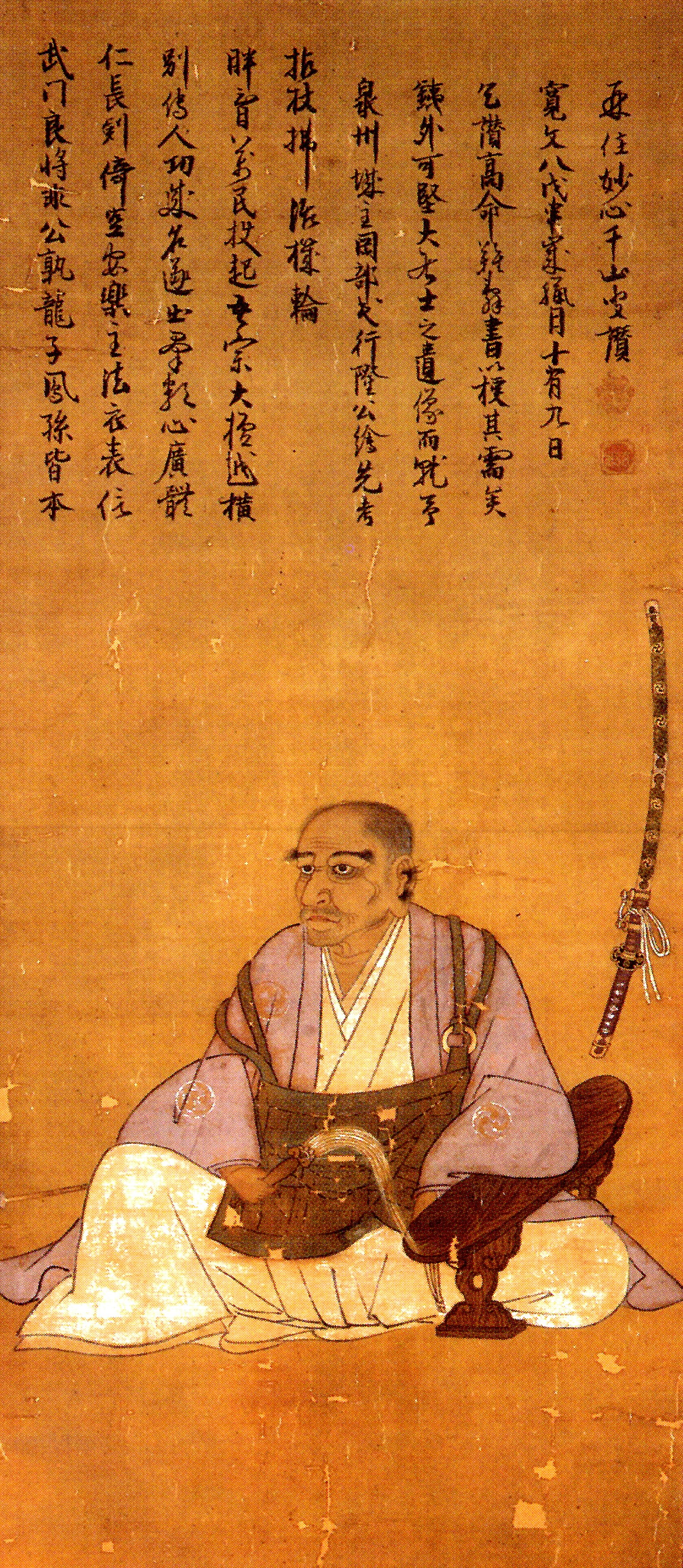
오카베 노부카쓰 초상(센고지 소장)

오카베 노부카쓰(일본어: 岡部宣勝, 게이초 2년(1597년) ~ 간분 8년 음력 10월 19일 (1668년 11월 23일))는 에도 시대 전기의 다이묘이다. 미노 오가키번 제2대 번주, 하리마 다쓰노번주, 셋쓰 다카쓰키번주, 이즈미 기시와다번 초대 번주를 지냈다. 기시와다번 오카베가 제2대 당주.

## 생애
오가키번 선대 번주 오카베 나가모리의 적남으로 태어났다.
젊은 시절부터 도모요시(智勇)가 뛰어났고 게이초 19년(1614년) 오사카의 진(大坂冬)에서는 아버지와 함께 출진해 덴마구치노 전투(天満口の戦い)에서 무공을 세웠다. 이듬해의 오사카 여름의 진(大坂夏の陣)에서도 출전하여 무공을 세웠다. 간에이 3년(1626년), 도쿠가와 이에미쓰의 상락을 수행한다. 간에이 9년(1632년), 부친의 사망으로 가독을 이어 부친의 마지막 영지였던 오가키번의 번주가 된다. 그러나 3개월 만인 이듬해 3월 19일 하리마 다쓰노번으로 이봉됐다. 간에이 12년(1635년) 3월에는 다카쓰키성 번이 되어, 이듬해 6월 23일에 그 관계로 다카쓰키번주로 전신한다.
간에이 17년(1640년) 9월 11일 8,800석 가증하여 이즈미 기시와다번주가 된다. 그러나 전 영주 마쓰다이라 야스시게·마쓰다이라 야스히데등이 중세를 베풀어 악정을 행하고 있던 것으로부터, 마쓰다이라씨가 이봉되어 새롭게 영주가 된 노부카쓰에 대해서 영민이 강소나 폭동을 일으키려고 기획했다. 이것에 대해서 선승은 무력은 사용하지 않고, 영민(領民)의 대표자의 의견이나 궁상을 잘 들어, 감세(減税)등을 받아 들이는 것으로 미연에 폭동이 일어나는 것을 막아, 선정에 힘썼다(다만, 「법은 굽힐 수 없다」로서 대표자가 된 누마무라의 쇼야·가와사키 규자에몬은 참수되었다). 이것에 의해, 마쓰다이라씨의 악정으로부터 상당히 개선되었다고 말해지고 있다.
선승은 기시와다성의 돌담 공사, 성곽 정비 등에 의한 성의 증축과 사찰 건립, 민정에 힘써 번제를 확립했다. 간분 원년(1661년) 10월 27일, 아들 유키타카에게 가독을 물려주고 은거했으며, 이후 유유자적한 생활을 보내면서 간분 8년(1668년) 10월 19일에 72세의 나이로 순절했다. 묘소는 오사카부 기시와다시의 센고지(泉光寺).
번제의 확립과 선정을 베풀었기 때문에 명군이라 칭해졌다. 또한 도쿠가와 이에미쓰으로부터의 신임은 특히 두터웠으며, 선승이 기시와다에 배치된 것은 기이 와카야마번의 기슈 도쿠가와 가문을 억제하기 위해서였다고 한다.

## 인물
젊은 시절에 다도(茶道)를 후루타 오리베(古田織部)에게 배운 다인이자, 오리베류 '제일의 문제'라고 불리었다(다인 계보).
| 전임 오카베 나가모리 | 제2대 오가키번 번주 (오카베가) 1632년 ~ 1633년 | 후임 마쓰다이라 사다쓰나 |

| 전임 막부령(오가사와라 나가쓰구) | 다쓰노번 번주 (오카베가) 1633년 ~ 1635년 | 후임 막부령(교고쿠 다카카즈) |

| 전임 마쓰다이라 이에노부 | 다카쓰키번 번주 (오카베가) 1635년 ~ 1640년 | 후임 마쓰다이라 야스노부 |

| 전임 마쓰다이라 야스테루 | 제1대 기시와다번 번주 (오카베가) 1640년 ~ 1661년 | 후임 오카베 유키타카 |